# Domnești (Argeș)
Pour les articles homonymes, voir Domnești.
Domnești est une commune du județ d'Argeș en Roumanie.